# Dojezdy pro hvězdy
Dojezdy pro hvězdy (v anglickém originále When You Dish Upon a Star) jsou 5. díl 10. řady (celkem 208.) amerického animovaného seriálu Simpsonovi. Scénář napsal Richard Appel a díl režíroval Pete Michels. V USA měl premiéru dne 8. listopadu 1998 na stanici Fox Broadcasting Company a v Česku byl poprvé vysílán 7. listopadu 2000 na stanici ČT1.

## Děj
Bart a Líza přesvědčí rodiče, aby strávili den u jezera ve Springfieldu. Homer se tam pokusí o parasailing a stane se mu nehoda, když řekne Marge, že „chce být ještě výš“ – v důsledku toho se mu utrhne lano. Proletí střešním oknem a zřítí se do ložnice odlehlého letního sídla Aleca Baldwina a Kim Basingerové. Manželé se s Homerem seznámí. Homer pár přesvědčí, aby mu dovolil dělat jim asistenta, a zároveň po něm chtějí mlčení o tom, že je ve Springfieldu slavný pár. Homer zpočátku s párem dobře spolupracuje a všichni se stanou dobrými přáteli. Homer vyděsí Rona Howarda, když pár navštíví, a brzy se pokusí předložit scénář o „zabijáckém robotovi, který z nějakého důvodu cestuje zpět v čase“, a také o mluvícím koláči, robotově nejlepším příteli. Oba jeho pokusy o napsání scénáře jsou pro manželský pár neúspěšné. 
Kvůli své neschopnosti udržet tajemství Homer nakonec U Vočka řekne, že Baldwin a Basingerová jsou ve Springfieldu, a dům dvojice objeví obyvatelé Springfieldu a média. Baldwin a Basingerová jsou na Homera rozzuření, že porušil jejich důvěru, a okamžitě s ním ukončí přátelství a vyhodí ho z domu. Homer smutně odchází k bráně, zatímco ho občané zasypávají kamením. Rozhořčen ztrátou svých slavných přátel a opětovným pocitem, že je nikdo, založí Homer pojízdné muzeum s názvem Muzeum hollywoodských blbců, v němž vystavuje osobní věci manželů ve snaze odhalit je jako bezohledné sobce. Basingerová, Baldwin a Howard muzeum objeví, když se hodlají Homerovi omluvit. Mezi Homerem v jeho pojízdném muzeu a celebritami v jejich Hummeru se rychle strhne honička. Homer zastaví až poté, co je Howard během honičky zraněn. Homerovi je soudem nařízeno, aby se držel 500 mil od všech živých i mrtvých celebrit. O měsíc později Howard předloží Homerův scénář z dřívějška Brianu Grazerovi ze společnosti 20th Century Fox a v záběru, kdy se Howard raduje ze získání smlouvy, zazní úryvek znělky Happy Days.

## Produkce
Dějovou linku slavných osobností, které se stěhují do Springfieldu, navrhl Mike Scully; Scully původně navrhl Bruce Springsteena jako celebritu, která by se měla přestěhovat do města, nicméně Springsteen odmítl možnost vystoupit. Richard Appel poté nabídl možnost hostování Bruci Willisovi a Demi Mooreové, ale i oni nabídku odmítli. Appel poté nabídl Alecu Baldwinovi a Kim Basingerové možnost poskytnout své hlasy a ti souhlasili s hostováním v epizodě. Epizodu měl původně režírovat Mike B. Anderson, ale byla přeložena z 9. série a režíroval ji Pete Michels.
V prosinci 2008 se Ron Howard v rozhovoru vyjádřil, že hostování s jeho hlasem „bylo poctou“. „Z pohledu mých dětí asi moje nejhustší proměna,“ uvedl. Howard ještě jednou hostoval v Simpsonových jako on sám v epizodě jedenácté sezóny Všechna sláva polní tráva. Howard se měl objevit v epizodě Homerem zapomenuté děti, ale z neznámých důvodů od toho upustil.
Autorka knihy z roku 2003 Ron Howard: From Mayberry to the Moon… and Beyond Beverly Grayová poznamenala, že tím, že Howard v těchto epizodách hrál sám sebe, „opět ukázal, že se dokáže vysmát sám sobě. Jeho účinkování v Simpsonových také naznačuje, jak moc zůstává americkou ikonou i dlouho po skončení své herecké kariéry. Je skutečně vzácné, aby byl režisér nebo producent tak okamžitě rozpoznatelný jako většina hollywoodských hvězd.“
V jednom gagu ke konci epizody byl nápis s logem 20th Century Fox a pod ním uvedeno „A Division of Walt Disney Co“. Dne 14. prosince 2017 společnost Disney oznámila svůj záměr koupit mateřskou společnost 20th Century Fox, 21st Century Fox, což bylo dokončeno 20. března 2019.

## Kulturní odkazy
Anglický název epizody je odkazem na film Pinocchio z roku 1940, ve kterém zazněla píseň „When You Wish Upon a Star“. Na začátku epizody se Homerovi zdá sen, který je parodií na seriál společnosti Hanna-Barbera Méďa Béďa, v němž je Homer medvědem Béďou, Bart je Bú Bú a Ned rangerem Smithem. Poté se mu zdá, že je Magilla Gorilla a zmlátí pana Peeblese poté, co mu vezme banán. Kresba stroje času v Homerově scénáři obsahuje Fluxův kondenzátor, zařízení z filmu Návrat do budoucnosti. Kymácení nápojů, když se obyvatelé města blíží k domu Kim Basingerové a Aleca Baldwina, je odkazem na film Jurský park. V Homerově muzeu jsou k vidění plakáty k filmům 9 a 1/2 týdne a L. A. – Přísně tajné, v nichž hraje Basingerová. Na konci epizody má Brian Grazer ve své kanceláři plakát k filmu Titanic.

## Přijetí
Díl skončil na 32. místě v týdenní sledovanosti v týdnu od 2. do 8. listopadu 1998 s ratingem 9,2.
James Plath z Dvdtown.com ve své recenzi 10. série Simpsonových poznamenal, že díl byl napsán jako „jedna z nejvtipnějších epizod“. Robert Canning z IGN v recenzi na Simpsonovy retrospektivně zhodnotil epizodu kladně, když poznamenal: „Neříkám, že tato epizoda je jednou z nejlepších, které kdy seriál vytvořil, ale je velmi, velmi vtipná a obsahuje jedny z mých nejoblíbenějších hostů.“
Autoři knihy I Can't Believe It's a Bigger and Better Updated Unofficial Simpsons Guide, Warren Martyn a Adrian Wood, v negativní recenzi napsali: „Navzdory třem velmi významným hostujícím hercům je tato epizoda opravdu poněkud nudná a neinspirativní. Jediným skutečně zajímavým momentem je automobilová honička na konci a rozkošné vtípky Kim Basingerové o jejím neustálém obdivu ke svým Oscarům, přičemž Alec Baldwin zřejmě sám žádného nemá.“
IGN ohodnotil Rona Howarda jako 12. nejlepšího hosta v Simpsonových. Nathan Ditum z Total Filmu ohodnotil výkony Baldwina a Basingerové jako druhé nejlepší hostování v historii seriálu.